# Державне шосе 1 (Нова Зеландія)
Державне шосе 1 — є найдовшою та найважливішою дорогою в мережі доріг Нової Зеландії, що проходить по обох головних островах. На дорожніх картах позначається як SH 1 і на дорожніх знаках як біла цифра 1 на червоному щиті, але має офіційні позначення SH 1N на Північному острові та SH 1S на Південному острові.

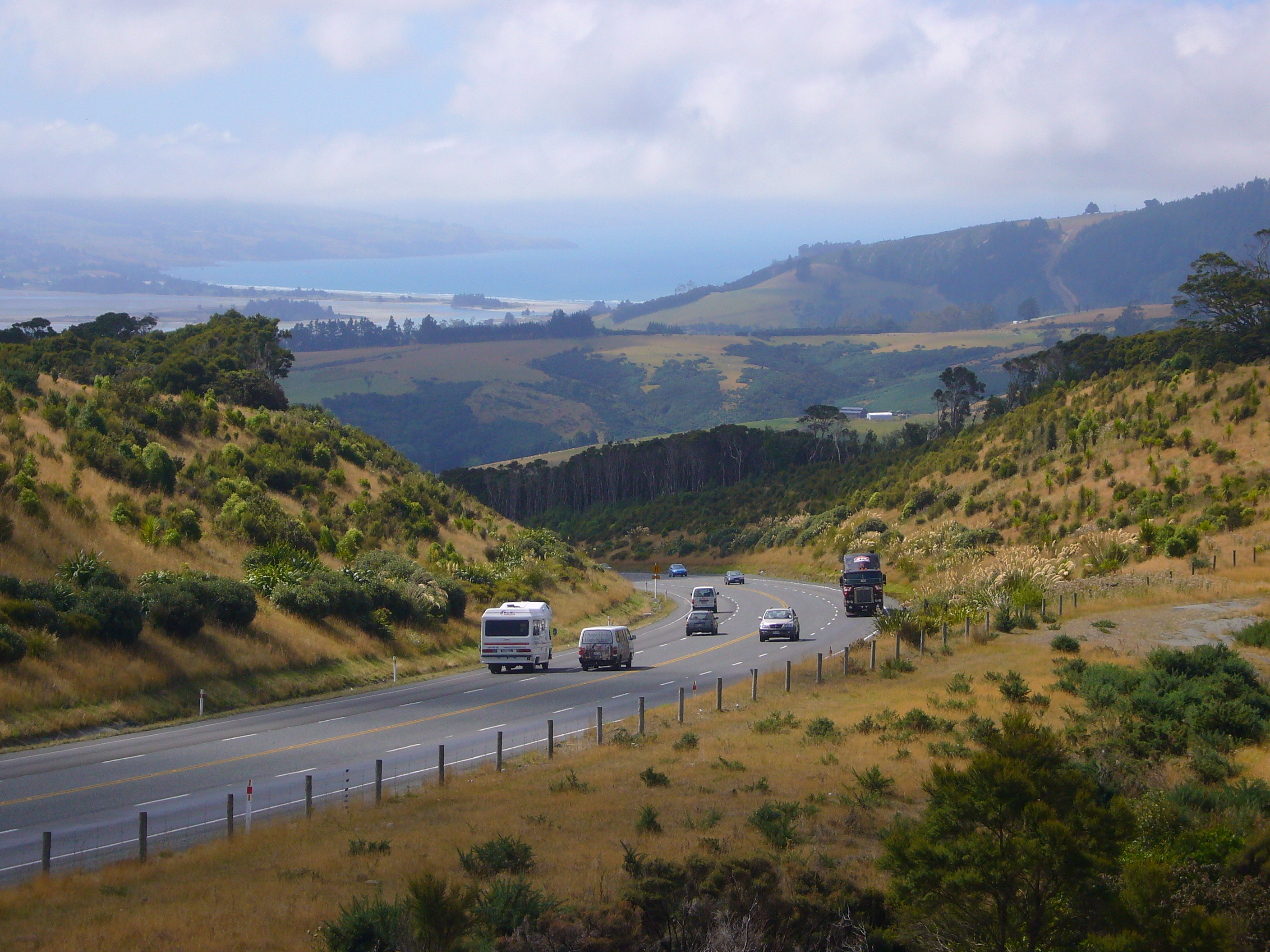
Шосе Данідін-Вайтаті, вид на північ від мосту Піджен Флет

SH 1 становить 2,006 кілометрів довжиною, 1,074 кілометри на Північному острові і 932 кілометри на Південному острові. З 2010 року довжина нових доріг зменшилася до 2,033 кілометри. Більшу частину своєї довжини це двосмугова проїжджа частина з однією проїзною частиною, з однорівневими перехрестями та під’їздами до території як у сільській, так і в міській місцевості. Ці ділянки мають кілька роз’їзних смуг. Близько 315 км SH 1 відповідає стандарту автомагістралі або швидкісної дороги станом на серпень 2022 року: 281 км на Північному острові та 34 км на Південному острові.